# لا هابرا هيايتس (كاليفورنيا)
لا هابرا هيايتس (بالإنجليزية: La Habra Heights)‏ هي إحدى مدن مقاطعة لوس أنجليس، كاليفورنيا. تم إعطاءها لقب مدينة في 4 ديسمبر، 1978.

## التركيبة السكانية
حدّد مكتب تعداد الولايات المتحدة بيانات التركيبة السكانية للا هابرا هيايتس في تعداد الولايات المتحدة. في ما يلي، التركيبة السكانية حسب تعدادي 2000 و2010.

### تعداد عام 2000
بلغ عدد سكان لا هابرا هيايتس 5,712 نسمة بحسب تعداد عام 2000، وبلغ عدد الأسر 1,887 أسرة وعدد العائلات 1,591 عائلة مقيمة في المدينة. في حين سجلت الكثافة السكانية 357.9 نسمة لكل كيلومتر مربع (927.0/ميل2). وبلغ عدد الوحدات السكنية 1,951 وحدة بمتوسط كثافة قدره 122.2 لكل كيلومتر مربع (316.5/ميل2).
وتوزع التركيب العرقي للمدينة بنسبة 72.41% من البيض و1.21% من الأمريكيين الأفارقة و0.33% من الأمريكيين الأصليين و18.40% من الأمريكيين ذوي الأصول الآسيوية و0.11% من سكان جزر المحيط الهادئ و3.87% من الأعراق الأخرى و3.68% من عرقين مختلطين أو أكثر و13.64% من الهسبانيون أو اللاتينيون من أي عرق.
بلغ عدد الأسر 1,887 أسرة كانت نسبة 38.5% منها لديها أطفال تحت سن الثامنة عشر تعيش معهم، وبلغت نسبة الأزواج القاطنين مع بعضهم البعض 74% من أصل المجموع الكلي للأسر، ونسبة 7.1% من الأسر كان لديها معيلات من الإناث دون وجود شريك، بينما كانت نسبة 3.2% من الأسر لديها معيلون من الذكور دون وجود شريكة وكانت نسبة 15.7% من غير العائلات. تألفت نسبة 11.8% من أصل جميع الأسر من عدة أفراد يعيشون في نفس المنزل ونسبة 4.8% كانت تتألف من شخص يعيش بمفرده يبلغ من العمر 65 عاماً أو أكثر. وبلغ متوسط حجم الأسرة المعيشية 3.03، أما متوسط حجم العائلات فبلغ 3.29.
بلغ العمر الوسطي للسكان 42.4 عاماً. وكانت نسبة 24.5% من القاطنين تحت سن الثامنة عشر، وكانت نسبة 6.8% بين الثامنة عشر والرابعة والعشرين عاماً، ونسبة 23.4% كانت واقعةً في الفئة العمرية ما بين الخامسة والعشرين والرابعة والأربعين عاماً، ونسبة 30.4% كانت ما بين الخامسة والأربعين والرابعة والستين، ونسبة 14.9% كانت ضمن فئة الخامسة والستين عاماً فما فوق. يوجد لكل 100 أنثى 99.1 ذكر، ويوجد لكل 100 أنثى في الثامنة عشر من عمرها فما فوق 98.2 ذكر.
بلغ متوسط دخل الأسرة في المدينة 101,080 دولارًا، أما متوسط دخل العائلة فبلغ 103,647 دولارًا. وكان متوسط دخل الذكور 79,004 دولارًا مقابل 41,981 دولارًا للإناث. وسجل دخل الفرد الخاص بالمدينة 47,258 دولارًا. وكانت نسبة 2% من العائلات ونسبة 3.4% من السكان تحت خط الفقر، وكان من هؤلاء نسبة 2.7% تحت سن الثامنة عشر ونسبة 1.9% في الخامسة والستين من العمر وما فوق.

### تعداد عام 2010
بلغ عدد سكان لا هابرا هيايتس 5,325 نسمة بحسب تعداد عام 2010، وبلغ عدد الأسر 1,805 أسرة وعدد العائلات 1,491 عائلة مقيمة في المدينة. في حين سجلت الكثافة السكانية 333.6 نسمة لكل كيلومتر مربع (864.0/ميل2). وبلغ عدد الوحدات السكنية 1,880 وحدة بمتوسط كثافة قدره 117.8 لكل كيلومتر مربع (305.1/ميل2).
وتوزع التركيب العرقي للمدينة بنسبة 72.39% من البيض و0.88% من الأمريكيين الأفارقة و0.49% من الأمريكيين الأصليين و15.79% من الأمريكيين ذوي الأصول الآسيوية و0.11% من سكان جزر المحيط الهادئ و6.25% من الأعراق الأخرى و4.08% من عرقين مختلطين أو أكثر و23.55% من الهسبانيون أو اللاتينيون من أي عرق.
بلغ عدد الأسر 1,805 أسرة كانت نسبة 30% منها لديها أطفال تحت سن الثامنة عشر تعيش معهم، وبلغت نسبة الأزواج القاطنين مع بعضهم البعض 71.4% من أصل المجموع الكلي للأسر، ونسبة 6.8% من الأسر كان لديها معيلات من الإناث دون وجود شريك، بينما كانت نسبة 4.4% من الأسر لديها معيلون من الذكور دون وجود شريكة وكانت نسبة 17.4% من غير العائلات. تألفت نسبة 14% من أصل جميع الأسر من عدة أفراد يعيشون في نفس المنزل ونسبة 7.7% كانت تتألف من شخص يعيش بمفرده يبلغ من العمر 65 عاماً أو أكثر. وبلغ متوسط حجم الأسرة المعيشية 2.94، أما متوسط حجم العائلات فبلغ 3.21.
بلغ العمر الوسطي للسكان 47.6 عاماً. وكانت نسبة 19.1% من القاطنين تحت سن الثامنة عشر، وكانت نسبة 8.8% بين الثامنة عشر والرابعة والعشرين عاماً، ونسبة 17.6% كانت واقعةً في الفئة العمرية ما بين الخامسة والعشرين والرابعة والأربعين عاماً، ونسبة 35% كانت ما بين الخامسة والأربعين والرابعة والستين، ونسبة 19.5% كانت ضمن فئة الخامسة والستين عاماً فما فوق. وتوزع التركيب الجنسي للسكان بنسبة 49.8% ذكور و50.2% إناث.

## الموقع الجغرافي
الموقع الجغرافي للمناطق المحيطة بهذه النقطة هو كالتالي: